# Jindřich Kinský
Jindřich Kinský (27. června 1927 Praha - 8. dubna 2008) byl československý basketbalista, účastník Olympijských her 1960, stříbrný medailista z vicemistr Evropy 1951 a dvojnásobný mistr Československa 1954 a 1960. Hrál na postě rozehrávače. Je zařazen na čestné listině mistrů sportu.
V československé basketbalové lize odehrál 14 ligových sezón, z toho za Spartu Praha 11 sezón (1948–1951 a 1954–1961) a 3 sezóny za ATK (ÚDA) Praha (191–1954). Se Spartou Praha byl mistr republiky v roce 1960, 7× vicemistr (4× 1948–1951, 1956, 1959, 1961) a má 1× 3. a 2× 4. místo v lize. S ATK (ÚDA) Praha byl mistr republiky v roce 1954, vicemistr v roce 1953 a v roce 1952 skončil na 5. místě. 
S týmem Spartak Sokolovo / Sparta Praha se zúčastnil Poháru evropských mistrů v basketbale 1961, vyhráli 5 ze 6 zápasů. Vyřadili Wolves Amsterdam (Holandsko) a Torpan Pojat Helsinky (Finsko), neuspěli až ve čtvrtfinále proti CCA Steaua Bukurešť (Rumunsko), rozhodl rozdíl 8 bodů ve skóre ze 2 zápasů.
Za československou basketbalovou reprezentaci (měl dres s číslem 4) hrál na Olympijských hrách 1960. Dosažené páté místo je nejlepší umístění československého mužského basketbalu na OH. Hrál dvakrát na Mistrovství Evropy 1951 v Paříži (2. místo) a 1953 v Moskvě (4. místo).
Celkem má na svém kontě 23 reprezentačních startů.

## Hráčská kariéra

### Kluby
- 1948–1951 a 1954–1961 Sparta Praha - mistr republiky v roce 1960, 7× vicemistr (4× 1948–1951, 1956, 1959, 1961), 1× 3. a 2× 4. místo v československé lize
- 1952–1954 ATK (ÚDA) Praha - mistr republiky 1954, vicemistr 1953 a 5. místo v roce 1952
- 1961-1963 Spartak Tesla Žižkov - 8. místo (1962), 9. místo (1963)

### Československo
- Předolympijská kvalifikace 1960, Bologna. Itálie (4 body /3 zápasy), 1. místo, Československo postoupilo na OH 1960
- Olympijské hry 1960 Řím (4 body /4 zápasy), 5. místo
- Mistrovství Evropy 1951 Paříž, Francie (1 zápas), vicemistr Evropy a stříbrná medaile, 1953 Moskva (38 bodů /8 zápasů) 4. místo

## Trenér
- 1963-1966 Spartak Tesla Žižkov - 6. místo (1964), 2x 8. místo (1965, 1966)